# Dammen (Bäckebo socken, Småland)
Dammen är en sjö i Nybro kommun i Småland och ingår i Snärjebäckens huvudavrinningsområde. Sjön har en area på 0,0736 kvadratkilometer och ligger 58,2 meter över havet. Sjön avvattnas av vattendraget Snärjebäcken.

## Delavrinningsområde
Dammen ingår i det delavrinningsområde (630329-152704) som SMHI kallar för Ovan Norrebäcken. Medelhöjden är 52 meter över havet och ytan är 45,59 kvadratkilometer. Räknas de 6 avrinningsområdena uppströms in blir den ackumulerade arean 189,55 kvadratkilometer. Avrinningsområdets utflöde Snärjebäcken mynnar i havet. Avrinningsområdet består mestadels av skog (91 procent). Avrinningsområdet har 0,07 kvadratkilometer vattenytor vilket ger det en sjöprocent på 0,2 procent.